# Санпазо
Санпідор (кат. Santpedor) — муніципалітет, розташований в Автономній області Каталонія, в Іспанії. Код муніципалітету за номенклатурою Інституту статистики Каталонії — 81923. Знаходиться у районі (кумарці) Бажас (коди району — 07 та BG) провінції Барселона, згідно з новою адміністративною реформою перебуватиме у складі Баґарії (округи) Центральна Каталонія.

## Населення
Населення міста (у 2007 р.) становить 6.557 осіб (з них менше 14 років — 16 %, від 15 до 64 — 69,7 %, понад 65 років — 14,3 %). У 2006 р. народжуваність склала 88 осіб, смертність — 39 осіб, зареєстровано 30 шлюбів. У 2001 р. активне населення становило 2.932 особи, з них безробітних — 197 осіб.

Серед осіб, які проживали на території міста у 2001 р., 4.477 народилися в Каталонії (з них 3.818 осіб у тому самому районі, або кумарці), 920 осіб приїхало з інших областей Іспанії, а 95 осіб приїхало з-за кордону. 

Університетську освіту має 10 % усього населення. 

У 2001 р. нараховувалося 1.802 домогосподарства (з них 11,8 % складалися з однієї особи, 26 % з двох осіб,25,6 % з 3 осіб, 25,7 % з 4 осіб, 7,2 % з 5 осіб, 2,8 % з 6 осіб, 0,5 % з 7 осіб, 0,2 % з 8 осіб і 0,1 % з 9 і більше осіб).

Активне населення міста у 2001 р. працювало у таких сферах діяльності: у сільському господарстві — 1,2 %, у промисловості — 39,8 %, на будівництві — 10,2 % і у сфері обслуговування — 48,7 %. 

 У муніципалітеті або у власному районі (кумарці) працює 3.354 особи, поза районом — 1.660 осіб.

### Доходи населення
У 2002 р. доходи населення розподілялися таким чином :
| \| Доходи населення за статтями доходів \| Доходи населення за статтями доходів \| Доходи населення за статтями доходів \| \| Рік \| 2002 р. \| 2001 р. \| \| ------------------------------------ \| ------------------------------------ \| ------------------------------------ \| \| Заробітна платня \| 59,6 % \| 60,8 % \| \| Доходи від ведення бізнесу \| 25,9 % \| 25,3 % \| \| Соціальна допомога \| 14,4 % \| 14 % \| |         |         |
| Доходи населення за статтями доходів |         |         |
| Рік | 2002 р. | 2001 р. |
| Заробітна платня | 59,6 %  | 60,8 %  |
| Доходи від ведення бізнесу | 25,9 %  | 25,3 %  |
| Соціальна допомога | 14,4 %  | 14 %    |

### Безробіття
У 2007 р. нараховувалося 205 безробітних (у 2006 р. — 233 безробітних), з них чоловіки становили 29,3 %, а жінки — 70,7 %.

## Економіка
У 1996 р. валовий внутрішній продукт розподілявся по сферах діяльності таким чином :
| \| Валовий внутрішній продукт \| Валовий внутрішній продукт \| Валовий внутрішній продукт \| \| Рік \| 1996 р. \| 1991 р. \| \| -------------------------- \| -------------------------- \| -------------------------- \| \| Сільське господарство \| 2,6 % \| 1,4 % \| \| Промисловість \| 63,6 % \| 71,6 % \| \| Будівництво \| 7,2 % \| 7,2 % \| \| Послуги \| 26,6 % \| 19,8 % \| |         |         |
| Валовий внутрішній продукт |         |         |
| Рік | 1996 р. | 1991 р. |
| Сільське господарство | 2,6 %   | 1,4 %   |
| Промисловість | 63,6 %  | 71,6 %  |
| Будівництво | 7,2 %   | 7,2 %   |
| Послуги | 26,6 %  | 19,8 %  |

### Підприємства міста

#### Промислові підприємства
| \| Промислові підприємства міста, за сферою діяльності \| Промислові підприємства міста, за сферою діяльності \| Промислові підприємства міста, за сферою діяльності \| \| Рік \| 2002 р. \| 2001 р. \| \| --------------------------------------------------- \| --------------------------------------------------- \| --------------------------------------------------- \| \| Енергетичні та водні ресурси \| 1,6 % \| 2,5 % \| \| Хімія та метали \| 3,3 % \| 3,4 % \| \| Переробка металів \| 45,9 % \| 46,2 % \| \| Продукти харчування \| 4,1 % \| 3,4 % \| \| Текстиль \| 23,8 % \| 24,4 % \| \| Виробництво меблів, видання \| 15,6 % \| 14,3 % \| \| Інше \| 5,7 % \| 5,9 % \| \| Усього підприємств \| 122 \| 119 \| |         |         |
| Промислові підприємства міста, за сферою діяльності |         |         |
| Рік | 2002 р. | 2001 р. |
| Енергетичні та водні ресурси | 1,6 %   | 2,5 %   |
| Хімія та метали | 3,3 %   | 3,4 %   |
| Переробка металів | 45,9 %  | 46,2 %  |
| Продукти харчування | 4,1 %   | 3,4 %   |
| Текстиль | 23,8 %  | 24,4 %  |
| Виробництво меблів, видання | 15,6 %  | 14,3 %  |
| Інше | 5,7 %   | 5,9 %   |
| Усього підприємств | 122     | 119     |

#### Роздрібна торгівля
| \| Підприємства роздрібної торгівлі міста, за сферою діяльності \| Підприємства роздрібної торгівлі міста, за сферою діяльності \| Підприємства роздрібної торгівлі міста, за сферою діяльності \| \| Рік \| 2002 р. \| 2001 р. \| \| ------------------------------------------------------------ \| ------------------------------------------------------------ \| ------------------------------------------------------------ \| \| Продукти харчування \| 39,1 % \| 40,6 % \| \| Одяг та взуття \| 17,4 % \| 15,9 % \| \| Товари для дому \| 11,6 % \| 10,1 % \| \| Книги та періодичні видання \| 5,8 % \| 5,8 % \| \| Промислова хімічна продукція \| 10,1 % \| 8,7 % \| \| Продукція, пов'язана з транспортними засобами \| 2,9 % \| 2,9 % \| \| Інше \| 13 % \| 15,9 % \| \| Усього підприємств \| 69 \| 69 \| |         |         |
| Підприємства роздрібної торгівлі міста, за сферою діяльності |         |         |
| Рік | 2002 р. | 2001 р. |
| Продукти харчування | 39,1 %  | 40,6 %  |
| Одяг та взуття | 17,4 %  | 15,9 %  |
| Товари для дому | 11,6 %  | 10,1 %  |
| Книги та періодичні видання | 5,8 %   | 5,8 %   |
| Промислова хімічна продукція | 10,1 %  | 8,7 %   |
| Продукція, пов'язана з транспортними засобами | 2,9 %   | 2,9 %   |
| Інше | 13 %    | 15,9 %  |
| Усього підприємств | 69      | 69      |

#### Сфера послуг
| \| Підприємства міста, що працюють у сфері послуг, за діяльністю \| Підприємства міста, що працюють у сфері послуг, за діяльністю \| Підприємства міста, що працюють у сфері послуг, за діяльністю \| \| Рік \| 2002 р. \| 2001 р. \| \| ------------------------------------------------------------- \| ------------------------------------------------------------- \| ------------------------------------------------------------- \| \| Гуртова торгівля \| 7,6 % \| 10,2 % \| \| Готелі та готельний бізнес \| 13,2 % \| 12,3 % \| \| Транспорт та зв'язок \| 22,8 % \| 21,9 % \| \| Посередницькі фінансові послуги \| 4,1 % \| 3,7 % \| \| Послуги підприємствам \| 8,1 % \| 7,5 % \| \| Послуги фізичним особам \| 28,9 % \| 28,9 % \| \| Нерухомість та ін. \| 15,2 % \| 15,5 % \| \| Усього підприємств \| 197 \| 187 \| |         |         |
| Підприємства міста, що працюють у сфері послуг, за діяльністю |         |         |
| Рік | 2002 р. | 2001 р. |
| Гуртова торгівля | 7,6 %   | 10,2 %  |
| Готелі та готельний бізнес | 13,2 %  | 12,3 %  |
| Транспорт та зв'язок | 22,8 %  | 21,9 %  |
| Посередницькі фінансові послуги | 4,1 %   | 3,7 %   |
| Послуги підприємствам | 8,1 %   | 7,5 %   |
| Послуги фізичним особам | 28,9 %  | 28,9 %  |
| Нерухомість та ін. | 15,2 %  | 15,5 %  |
| Усього підприємств | 197     | 187     |

## Житловий фонд
У 2001 р. 1,9 % усіх родин (домогосподарств) мали житло метражем до 59 м2, 19,9 % — від 60 до 89 м2, 51,6 % — від 90 до 119 м2 і
26,6 % — понад 120 м2.

З усіх будівель у 2001 р. 33,2 % було одноповерховими, 58,3 % — двоповерховими, 6,8 % — триповерховими, 1,4 % — чотириповерховими, 0,3 % — п'ятиповерховими, 0 % — шестиповерховими,
0 % — семиповерховими, 0 % — з вісьмома та більше поверхами.

## Автопарк
| \| Автомобілі, зареєстровані у місті, за призначенням \| Автомобілі, зареєстровані у місті, за призначенням \| Автомобілі, зареєстровані у місті, за призначенням \| \| Рік \| 2006 р. \| 2005 р. \| \| -------------------------------------------------- \| -------------------------------------------------- \| -------------------------------------------------- \| \| Приватні автомобілі \| 66,2 % \| 67,1 % \| \| Мотоцикли \| 8,4 % \| 7,7 % \| \| Вантажівки \| 19,6 % \| 19,9 % \| \| Трактори \| 0,5 % \| 0,6 % \| \| Автобуси та ін. \| 5,3 % \| 4,8 % \| \| Усього автомобілів \| 5.012 шт. \| 4.778 шт. \| |           |           |
| Автомобілі, зареєстровані у місті, за призначенням |           |           |
| Рік | 2006 р.   | 2005 р.   |
| Приватні автомобілі | 66,2 %    | 67,1 %    |
| Мотоцикли | 8,4 %     | 7,7 %     |
| Вантажівки | 19,6 %    | 19,9 %    |
| Трактори | 0,5 %     | 0,6 %     |
| Автобуси та ін. | 5,3 %     | 4,8 %     |
| Усього автомобілів | 5.012 шт. | 4.778 шт. |

## Вживання каталанської мови
У 2001 р. каталанську мову у місті розуміли 98,8 % усього населення (у 1996 р. — 98,1 %), вміли говорити нею 91,3 % (у 1996 р. — 88,8 %), вміли читати 89,6 % (у 1996 р. — 86,3 %), вміли писати 71,3 % (у 1996 р. — 56,2 %). Не розуміли каталанської мови 1,2 %.

## Політичні уподобання
У виборах до Парламенту Каталонії у 2006 р. взяло участь 3.121 особа (у 2003 р. — 3.236 осіб). Голоси за політичні сили розподілилися таким чином:
| \| Вибори до Парламенту Каталонії \| Вибори до Парламенту Каталонії \| Вибори до Парламенту Каталонії \| \| Рік \| 2006 р. \| 2003 р. \| \| -------------------------------------- \| ------------------------------ \| ------------------------------ \| \| Конвергенція та Єднання (CiU) \| 43,1 % \| 41,4 % \| \| Соціалістична партія Каталонії (PSC) \| 19,8 % \| 22 % \| \| Народна партія (PP) \| 6,4 % \| 6,1 % \| \| Ініціатива за зелену Каталонію (IC) \| 8,7 % \| 5,2 % \| \| Республіканська лівиця Каталонії (ERC) \| 18,6 % \| 24,4 % \| \| Громадянська партія (C's) \| 1,5 % \| 0 % \| \| Інші \| 1,9 % \| 0,9 % \| |         |         |
| Вибори до Парламенту Каталонії |         |         |
| Рік | 2006 р. | 2003 р. |
| Конвергенція та Єднання (CiU) | 43,1 %  | 41,4 %  |
| Соціалістична партія Каталонії (PSC) | 19,8 %  | 22 %    |
| Народна партія (PP) | 6,4 %   | 6,1 %   |
| Ініціатива за зелену Каталонію (IC) | 8,7 %   | 5,2 %   |
| Республіканська лівиця Каталонії (ERC) | 18,6 %  | 24,4 %  |
| Громадянська партія (C's) | 1,5 %   | 0 %     |
| Інші | 1,9 %   | 0,9 %   |

У муніципальних виборах у 2007 р. взяло участь 2.949 осіб (у 2003 р. — 3.196 осіб). Голоси за політичні сили розподілилися таким чином:
| \| Муніципальні вибори \| Муніципальні вибори \| Муніципальні вибори \| \| Рік \| 2007 р. \| 2003 р. \| \| -------------------------------------- \| ------------------- \| ------------------- \| \| Конвергенція та Єднання (CiU) \| 20 % \| 21,6 % \| \| Соціалістична партія Каталонії (PSC) \| 27 % \| 40,5 % \| \| Народна партія (PP) \| 4,9 % \| 0 % \| \| Ініціатива за зелену Каталонію (IC) \| 0 % \| 0 % \| \| Республіканська лівиця Каталонії (ERC) \| 48,1 % \| 38 % \| \| Громадянська партія (C's) \| 0 % \| 0 % \| \| Інші \| 0 % \| 0 % \| |         |         |
| Муніципальні вибори |         |         |
| Рік | 2007 р. | 2003 р. |
| Конвергенція та Єднання (CiU) | 20 %    | 21,6 %  |
| Соціалістична партія Каталонії (PSC) | 27 %    | 40,5 %  |
| Народна партія (PP) | 4,9 %   | 0 %     |
| Ініціатива за зелену Каталонію (IC) | 0 %     | 0 %     |
| Республіканська лівиця Каталонії (ERC) | 48,1 %  | 38 %    |
| Громадянська партія (C's) | 0 %     | 0 %     |
| Інші | 0 %     | 0 %     |